# Romanichthys valsanicola
L'asprete (Romanichthys valsanicola) è un piccolo pesce osseo d'acqua dolce della famiglia Percidae, endemico di alcuni fiumi romeni e gravemente minacciato di estinzione. È l'unica specie del genere Romanichthys.

## Distribuzione e habitat
Questo pesce è endemico del fiume Arges e suoi tributari Vâlsan e Râul Doamnei, nel Bacino idrografico del Danubio, in Romania centrale. Attualmente è estinto nel corso principale dell'Arges e sopravvive solo in un breve tratto dell'affluente Vâlsan. Potrebbero comunque sopravvivere delle popolazioni anche in altri torrenti dello stesso bacino idrografico; la zona non viene esplorata da ittiologi da molti anni e non si hanno informazioni dettagliate sui corsi d'acqua minori.
Vive in torrenti con fondi ciottolosi o rocciosi e acqua fredda, corrente e ben ossigenata, nella zona della trota.

## Descrizione
L'asprete è a prima vista molto più simile ad uno scazzone o addirittura ad un ghiozzo che ad un percide. Si riconosce facilmente dallo scazzone perché ha il corpo completamente coperto di scaglie. Il corpo è allungato ed abbastanza appiattito; la testa è grande e piatta. La bocca è piccola, in posizione inferiore e, guardando il pesce da sotto, ha forma ad U. Le pinne dorsali sono due, vicine, la pinna caudale è biloba. Le pinne pettorali sono grandi e così anche le ventrali che non sono unite (differenza con i Gobiidae). La linea laterale è incompleta. Questo pesce non ha vescica natatoria.
La colorazione è brunastra con macchie e variegature chiare e scure. Le pinne impari possono essere percorse da file di punti scuri.
Misura fino a 10 cm.

## Biologia
Passa molto del suo tempo nascosto tra i ciottoli. Ha abitudini notturne. Ogni esemplare occupa un territorio che difende dalle invasioni dei conspecifici.

### Alimentazione
Si ciba di insetti acquatici, prevalentemente efemerotteri, plecotteri e tricotteri.

### Riproduzione
Il periodo di riproduzione è tra la fine del mese di maggio e giugno. La femmina depone da 120 a 150 uova in un nido tra le pietre.

### Comportamento
Questo pesce è attivo di notte e si nasconde sotto le pietre durante il giorno. È una specie notturna altamente territoriale e di notte i territori sono difesi aggressivamente.

## Conservazione
Questa specie è sull'orlo dell'estinzione e si trova nella lista rossa della IUCN (dove è classificata come "in pericolo critico") a causa della deforestazione delle aree ripariali, dell'estrazione di ghiaia dal letto dei torrenti in cui vive, dell'inquinamento delle acque e soprattutto dell'interruzione della continuità del corso dei fiumi a causa della costruzione di dighe. La sua area di distribuzione è drasticamente ridotta ed è ora considerato il genere di pesce europeo con la gamma più ristretta; attualmente è nota una sola popolazione che sopravvive in un breve tratto del Vâlsan, all'interno di un'area protetta, in cui il flusso d'acqua è assicurato dal deflusso di una diga. L'ultima popolazione rimasta nel fiume Vâlsan dipende totalmente dalla quantità di acqua rilasciata dal bacino immediatamente a monte. Altre popolazioni non ancora scoperte potrebbero essere presenti nelle vicinanze. La specie è oggetto di un programma di conservazione nell'ambito del progetto EU life.
Una ONG rumena, l'Istituto di biologia di Bucarest, ha lavorato per preservare questa specie con il sostegno finanziario del Centro ambientale regionale. Agli inizi degli anni 2000 si stimò che vivessero nelle acque della Romania più di duecento aspreti. Stime ufficiali affermano che non ci siano più di 15 esemplari residenti in un'area di 1 chilometro della Valsan; recenti scoperte biologiche suggeriscono che ci siano altri pesci che vivono nella zona.
Nell'ottobre 2020 il biologo ittico Andrei Togor mentre stava monitorando alcune specie lungo il fiume Valsan ha avvistato ben 12 aspreti, facendo pensare che potrebbero esistere più esemplari di quanto ipotizzato finora (appena 10-15 secondo le precedenti stime); la sopravvivenza della specie resta comunque un'incognita per il futuro e rimane uno dei pesci più rari del pianeta.